# معهد أبحاث
معهد الأبحاث أو معهد البحوث (بالإنجليزية: Research Institute)‏ هو مؤسسة تعليمية تُكرّس فيها جهود العلماء في البحث العلمي. يمكن لمعاهد الأبحاث أن تتخصص في الأبحاث الصرفة للعلوم الأساسية، أو يمكن أن توجه للأبحاث التطبيقية. يمكن أن يشمل مفهوم معهد الأبحاث العلوم الاجتماعية أيضاً، وخاصة في مجال علم الاجتماع والتاريخ.
بدأت فكرة معاهد الأبحاث منذ القرون الوسطى نتيجة الاهتمام بالمراصد الفلكية، وخاصة من علماء الفلك في الحضارة الإسلامية.

## أمثلة على معاهد أبحاث شهيرة

### الولايات المتحدة
- مختبرات بل
- بارك
- معهد سكريبس للأبحاث

## ألمانيا
- جمعية ماكس بلانك
- رابطة لايبنتس Leibniz-Gemeinschaft
- رابطة هيلمهولتز لمراكز الأبحاث الألمانية Helmholtz-Gemeinschaft Deutscher Forschungszentren
- جمعية فراونهوفر

## اقرأ أيضاً
- بحث علمي